# Rhamdia laticauda
Rhamdia laticauda är en fiskart som först beskrevs av Kner, 1858.  Rhamdia laticauda ingår i släktet Rhamdia och familjen Heptapteridae. Inga underarter finns listade i Catalogue of Life.